# П'єтро IV Кандьяно
П'єтро IV Кандьяно (італ. Pietro IV Candiano) (? — †976) — 22-й дож Венеції.

## Біографія
Він був старшим сином П'єтро III Кандьяно і Ріхільди з італійської або лангобардської знаті. 958 року зі згоди зборів призначається співдожем. У травні 959 року влаштував змову проти батька, оскільки побоювався помсти італійського короля Беренгара II за підтримку Венеції східнофранкського короля Оттона I. Заколот було придушено, але П'єтро III Кандьяно домігся помилування сина, проте П'єтро рішенням зборів було вигнано з Венеції. За цим він приєднався до Беренгара II у війні проти Теобальда II, герцога Сполето і маркграфа Камеріно, якого у серпні було подолано. Також діяв біля Равенни, де захопив 7 венеційських галер. Невдовзі помирає П'єтро III Кандьяно. З огляду на відновлення потуги Беренгара II в Італії збори вирішили підтримати його союзника П'єтро Кандьяно. 
Перш за все він змусив чиновників, знать та громадян принести йому клятву вірності, що сталося вперше при сходженні дожа у владу. Один з його перших актів на посаді дожа було засліплення і вигнання П'єтро, єпископа Торчелло, звинуваченого в симонії, а на його місце поставив брата Вітале. 
У червні 960 він відновив роботу зборів і примусив їх схвалити закон, що забороняє рабську торгівлю. Його заборона стосувалася цієї торгівлі з візантійцями, Саксонією, Баварією та королівством Італія. Работоргівля була лише дозволена «pro causa palatii». Жоден венеціанець не міг позичати їм гроші, які використовувалися б для купівлі рабів, перевезення рабів на їхні території або отримання від них грошей за перевезення рабів. Водночас відправив до візантійського імператора Романа II посольство на чолі із Боно, патріархом Градо. Було підтверджено широку автономію Венеції.
У 961 року зовнішня ситуація змінилася, коли Оттон I повалив Беренгара II, спротив якого остаточно було зламано у 964 році. Тому з політичних причин П'єтро IV 962 року відрікся від своєї першої дружини Джованіції, відправивши її до жіночого монастиря Сан-Заккаріа, який вона очолила. У відповідь 963 року цей монастир отримав від імператора Оттона I підтвердження володінь біля Монселіче в графстві Падуя, син дожа Вітале Кандьяно отримав податкові пільгі в маркграфстві Тревізо та церковну посаду патріарха Градо, надано імператорські привілеї Джованні II, єпископу Беллуно. Дож розраховував на іврейського маркграфа Адальберта і візантійського імператора Никифора II, тому зайняв Феррару, що піднялася після руйнування Комаккьо.
Лише у 966 році після поразки Адальберта Іврейського П'єтро IV розпочав політику для налагодження стосунків з імператором Оттоном I. Перш за все він одружується з Вальдрадою, донькою Губерта, Герцога Сполетто, і родича імператора Оттона I Великого. Як родичка короля Італії, Вальдрада принесла йому значний посаг, що включав володіння Тревізо, Фріулі, Андрії і навколо Феррари. Це особливо важливо, що остання ставала головним торговим центром у районі річки По та конкурувала з Венецією за торгівлю в цьому регіоні. Також дож спеціально для Вальдради впровадив мундіо — новий звичай у Венеції, за яким дож передавав чверть свого особистого майна своїй дружині.
2 грудня 967 року П'єтро IV, отримав від імператора підтвердження пакту Лотаря від 840 року, але усі подальші пільги надані короля Італії та імператорами Заходу не були підтверджені. Також відбулося скорочення території Венеційського дукату. Воно втратило Брондоло та Фоссоне, на південь від Венеціанської лагуни. Обидва були важливими для своїх солеварень і знаходилися на внутрішніх торгівельних водних шляхах річок Брента та Адідже. Кордон на північ від Чіттанови, звідки починалися шляхи до Північної Європи, більше не був визначений, що призвело до суперечок і тривалої боротьби з єпископством Беллуно. У відповідь П'єтро зруйнував Одерцо, який був резиденцією беллунського єпископа Джованні II. Також дожем було запроваджено новий податок, який збільшив податкове навантаження на товари.
969 року дож домігся для свого брата Вітале сану патріарха Градо. У 971 році П'єтро IV довелося погодитися закінчити торгівлю з мусульманами, тому що візантійський імператор Іоанн I Цимісхій запровадив заборону на продаж військових матеріалів (дерева та зброї) арабам. Кораблі, які порушували цей заборонний пункт, а також люди та товари, які вони перевозили, спалювалися. Це було спрямовано проти Фатімідського халіфату, оскільки того року знову спалахнула війна між імперією та халіфатом. П'єтро IV погодився, але це підірвало економічні інтереси Венеції, оскільки торгівля з арабським узбережжям Північної Африки, яке відчувало нестачу деревини, була важливою частиною венеціанської торгівлі. Деревина для меблів була виключена з заборони, але це мало полегшило ситуацію. При цьому рішення було прийняте не наказом дожа, клятвою (carta promissiones) народних зборів.
У 976 році Оттон I Великий, захисник П'єтро IV, помер. Його наступник, Оттон II Рудий, був зайнятий повстаннями у Німеччині й супротивники П'єтро IV у Венеції знайшли можливість усунути його від влади. Приводом стало звернення дожа до зборів допомогти йому захистити своє майно біля Феррари. Також викликало невдоволення, що П'єтро IV та його дружина оточили себе особистою гвардію з тосканців, греків та німців. Зрештою повстало більшість венеційців. Повстали взяли його в облогу в палаці дожів і підпалили його. Проте вогонь перекинувся і на Собор Святого Марка, який згорів разом з церквами Святого Теодора і Санта-Марія-Джильо, а також ще близько 300 будівель. Дож і його молодий син були вбиті. Їхні тіла були кинуті на бійню, але пізніше їх знайшли та поховали в монастирі Сант-Іларіо у Фузіні, на материковому узбережжі Венеціанської лагуни
Дружина Вальдрада врятувалася, заховавшись у Вероні, де звернулася до допомогу імператора Оттона II. Брат Вітале втік до Саксонії. Зрештою вдалося владнати з Вальдрадою, що вимагала від імператора захоплення Венеції. 
Він мав сина Вітале від першої дружини, для якого було обрано духовну кар'єру (посяг посади патріарха Градо), а доньку Марину від другої дружини, що згодом вийшла заміж за Трібуно Меммо.